# (7414) Bosch
(7414) Bosch ist ein Asteroid des äußeren Hauptgürtels, der am 13. Oktober 1990 von den deutschen Astronomen Lutz D. Schmadel und Freimut Börngen an der Thüringer Landessternwarte Tautenburg (IAU-Code 033) entdeckt wurde.
Der Asteroid wurde am 2. April 1999 nach dem deutschen Chemiker und Industriellen Carl Bosch (1874–1940) benannt, dessen privates Interesse der Astronomie galt und der namentlich die Landessternwarte Heidelberg-Königstuhl und die Astronomische Gesellschaft unterstützte.